# Villalazán
Villalazán és un municipi de la província de Zamora a la comunitat autònoma de Castella i Lleó. Limita al nord amb el riu Duero, al sud amb Madridanos, a l'est amb Toro, i a l'oest amb Villaralbo.

## Demografia
| 1991 | 1996 | 2001 | 2004 |
| ---- | ---- | ---- | ---- |
| 429  | 408  | 387  | 375  |

## Administración
| Període      | Nom de l'alcalde/-essa                                            | Partit polític | Data de possessió |
| ------------ | ----------------------------------------------------------------- | -------------- | ----------------- |
| 1979 - 1983  | Alfonso Hidalgo Lozano Gestora presidida per Jose Sesma Hernández |                | 19/04/1979        |
| 1983 - 1987  | José Sesma Hernández                                              | AP             | 28/05/1983        |
| 1987 - 1991  | María Isabel Perero LLamas                                        | PSOE           | 30/06/1987        |
| 1991 - 1995  | María Isabel Perero LLamas                                        | PSOE           | 15/06/1991        |
| 1995 - 1999  | María Isabel Perero LLamas                                        | PSOE           | 17/06/1995        |
| 1999 - 2003  | María Isabel Perero LLamas                                        | PSOE           | 03/07/1999        |
| 2003 - 2007  | María Isabel Perrero LLamas                                       | PSOE           | 14/06/2003        |
| 2007 - 2011  | Maria Isabel Perero LLamas                                        | PSOE           | 16/06/2007        |
| 2011 - 2015  | n/d                                                               | n/d            | 11/06/2011        |
| 2015 - 2019  | n/d                                                               | n/d            | 13/06/2015        |
| 2019 - 2023  | n/d                                                               | n/d            | 15/06/2019        |
| Des del 2023 | n/d                                                               | n/d            | 17/06/2023        |